# Nagualismus
Beim Nagualismus handelt es sich um einen, vor allem in Zentral-Amerika und speziell Mexiko gepflegten, Glauben an einen Schutzgeist in Tier- oder Pflanzen-Gestalt, den, diesem Glauben zufolge, jeder Mensch besitzt und der als Nagual bezeichnet wird.
Dabei fühlt sich das jeweilige Individuum gleichsam in einer mystischen Gemeinschaft, einer „schicksalhaften Simultanexistenz“ verbunden: Sollte einer der beiden Partner durch Verletzung oder Tod betroffen sein, so widerfährt dies ebenso dem anderen Nagual.
Daniel Garrison Brintons Darstellungen des Nagualismus hat  George M. Foster (1913–2006) kritisiert. Seiner Ansicht nach fehle ein Zusammenhang in der Vielfalt der magischen Praktiken und Doktrinen, woraus er schloss, dass es den Nagualismus als geschlossene Bewegung gar nicht gäbe. 
Bisweilen bezeichnet man ihn auch als auch Tonalismus (von aztekisch tonalli ‚Schicksal, Seele‘).

## Nagualismus in der New-Age-Literatur
Carlos Castaneda berichtet in äußerst erfolgreichen Büchern über einen Schamanen und Zauberer der Yaqui-Indianer Don Juan Matus, welcher sich selbst als Nagual bezeichnete

„Verschiedene Male hatte Don Juan mir zuliebe versucht, sein Wissen mit einem Namen zu benennen. Die passendste Bezeichnung, fand er, sei Nagualismus, doch sei ein solcher Begriff zu unverständlich. Einfach von ‚Wissen‘ zu sprechen, wäre zu unbestimmt, und ein Wort wie ‚Hexerei‘ sei abwertend. ‚Beherrschung der Absicht‘ klang zu abstrakt, und ‚Suche nach absoluter Freiheit‘ war zu lang und zu symbolisch. Schließlich, und mangels eines passenderen Namens, bezeichnete er es als ‚Zauberei‘, auch wenn er einräumte, daß dieses Wort nicht wirklich zutraf.“